# 尾崎和孝
尾崎 和孝（おざき かずたか、1965年5月31日 - ）は日本のアニメーター。愛知県生まれ。あだ名は「おじゃ」。みゆきプロダクション、スタジオウォンバット、フリーを経て、スタジオ地図所属。『電脳コイル』で原画マンとしては最多参加回数を誇る。
中学生の頃は財布の中に小さな小判を入れていた。
トランプで遊んでいてクラブのカードを引くと「クラブは陸上部です」と言う寒いギャグを繰り返し言って場をシラケさせるのが得意だった。

## 主な参加作品

### テレビアニメ
- あずきちゃん （1995年） - #35・#81原画
- ロミオの青い空 （1995年） - #2・#7・#12・#15・#20・#25・#28・#31・#33原画
- 名犬ラッシー （1996年） - #1・#4・#6・#8・#10・#12・#14・#19・#24原画
- MONSTER （2004年） - #66作画監督、#21・#27・#36・#49・#57・#66・#73・#74原画
- ケモノヅメ （2006年） - #11原画
- 電脳コイル （2007年） - #7作画監督、#1・#3・#4・#6・#7・#9・#12・#13・#14・#15・#16・#18・#19・#20・#22・#23・#24・#25・#26原画
- とある飛空士への恋歌 （2014年） - #2・#10・#13原画
- スペース☆ダンディ （2014年） - #10原画

### OVA
- ダウンロード 南無阿弥陀仏は愛の詩（1992年） - 原画

### 劇場アニメ
- 劇場版 フランダースの犬 （1997年） - 原画
- アリーテ姫 （2000年） - 作画監督
- 猫の恩返し （2002年） - 作画監督
- 東京ゴッドファーザーズ （2003年） - 原画
- それいけ!アンパンマン ルビーの願い （2003年） - 原画
- それいけ!アンパンマン 夢猫の国のニャニイ （2004年） - 原画
- それいけ!アンパンマン いのちの星のドーリィ（2007年） - 原画
- サマーウォーズ （2009年） - 作画監督・原画
- マイマイ新子と千年の魔法 （2009年） - 作画監督・メインアニメーター
- とある飛空士への追憶 （2011年） - 原画
- チベット犬物語 〜金色のドージェ〜 （2012年） - 動物作画監督
- おおかみこどもの雨と雪 （2012年） - 原画
- かぐや姫の物語 （2013年） - 作画
- バケモノの子 （2015年） - 原画
- この世界の片隅に （2015年） - 原画
- 竜とそばかすの姫（2021年） - 原画
- 鹿の王 ユナと約束の旅（2022年） - 原画